# Nemipterus randalli
Nemipterus randalli är en fiskart som beskrevs av Russell, 1986. Nemipterus randalli ingår i släktet Nemipterus och familjen Nemipteridae. Inga underarter finns listade i Catalogue of Life.